# Radoslav Gradišnić
Radoslav Gradišnić (srbsko Радослав Градишнић, latinizirano: Radoslav Gradišnić) je bil od okoli leta 1146 do okoli 1149 knez Duklje. Prestol je nasledil kot najstarejši sin kralja Gradinje. Na ta položaj ga je umestil bizantinski cesar Manuel I. Komnen, ko se mu je Radoslav  prišel poklonit v Carigrad. Za razliko od očeta, ki je bil uradno kralj, je imel Radoslav naziv knez.  Vladati je začel v času, ko so raški Srbi (Vukanovići) imeli velike želje po zasedbi Duklje.
Okoli leta 1148 je bil Balkan razdeljen na dve strani. Prva je zagovarjala zavezništvo z Bizantinskim cesarstvom in Beneško republiko, druga pa zavezništvo z Normani in Ogrsko. Normani so se zavedali nevarnosti, da se bojišče z Balkana lahko prenese na njihovo ozemlje v južni Italiji. Manuel I. se je potem, ko je leta 1148 premagal Kumane, povezal z Germani. Srbi, Madžari in Normani so si izmenjali odposlance, da bi preprečili Manuelove načrte  za vrnitev izgubljene  Italije.
Srbi pod bratoma Urošem II. in Deso so se pred Manuelovo načrtovana ofenzivo čez Jadransko morje uprli in bi med bizantinskim napadom na Italijo lahko vdrli na bizantinska jadranska oporišča. Srbi so nato napadli Radoslava, ki je bil zvest bizantinski vazal, in ga  potisnili v jugozahodni kot Duklje do Kotorja. Obdržal je samo obalno območje svoje kneževine,  brata pa sta zasedla večji del Duklje in Travinije, skupaj več kot dve tretjini Duklje. Radoslav je poiskal pomoč pri cesarju, ki mu je poslal pomoč iz Drača. V tem trenutku se Letopis popa Dukljana konča, domnevno zato, ker je avtor besedila umrl. Balkan je bil tik pred izbruhom velike vojne. Uroš II. in Desa sta zaradi bizantinskega maščevanja poiskala pomoč pri svojem bratu Belošu, ogrskem grofu palatinu. Ogrske čete so aktivno delovale na Balkanu do leta 1150, Radoslavova usoda pa ni znana.